# Martin Adamec
Martin Adamec (* 26. ledna 1989) je český právník, který se věnuje oblastem trestního, správního a mediálního práva. Působí jako odborný asistent na katedře správního práva a správní vědy Právnické fakulty Univerzity Karlovy. Kromě akademické půdy působí i v aplikační praxi jako advokát.

## Profesní životopis

### Právnické vzdělání
V roce 2015 absolvoval magisterský studijní program Právo a právní věda, obor právo na Právnické fakultě Univerzity Karlovy, kde získal magisterský titul. V roce 2016 vykonal na téže fakultě rigorózní řízení z tematického okruhu Správní právo a získal akademický titul doktora práv. V roce 2021 absolvoval doktorský studijní program Teoretické právní vědy, obor Správní právo a správní věda, kde získal titul Ph.D.

### Ostatní vzdělání
V roce 2014 absolvoval magisterský studijní program Hospodářská politika a správa, obor veřejná správa a regionální rozvoj na Provozně ekonomické fakultě České zemědělské univerzity v Praze a získal akademický titul inženýr.
V roce 2018 absolvoval magisterský studijní program Mediální a komunikační studia, obor mediální studia na Fakultě sociálních věd Univerzity Karlovy a získal akademický titul magistr (Mgr.).

### Vědecká a pedagogická činnost
Od roku 2019 působí na katedře správního práva a správní vědy Právnické fakulty Univerzity Karlovy, nejprve jako asistent (2019–2021) a v současné době jako odborný asistent (od roku 2021). V rámci pedagogické činnosti se podílí na výuce předmětů správní a policejní právo.
Je autorem řady odborných textů, v nichž se zpravidla zaměřuje na témata z oborů trestního a správního práva a mediálních studií. Rovněž pravidelně vystupuje na odborných konferencích, kongresech a seminářích.

### Advokacie
Praxi advokátního koncipienta vykonal v letech 2015 až 2018 v Advokátní kanceláři Gřivna & Šmerda, s.r.o. V roce 2019 vykonal advokátní zkoušky a téhož roku byl zapsán do seznamu advokátů jako samostatný advokát se sídlem v Praze. Ve své advokátní praxi se primárně věnuje oblastem trestního, správního a mediálního práva.

### Ostatní aktivity
Od roku 2010 je členem Občanské demokratické strany. V období 2016–2018, 2018–2020, 2022– je členem širšího vedení této strany a vykonává funkci člena republikové Rozhodčí komise ODS.

## Publikační činnost (výběr)

### Kapitoly v monografiích
- ADAMEC, Martin. Procesní (ne)použitelnost úředních záznamů o podání vysvětlení a právo na obhajobu. In: JELÍNEK, Jiří a kol. Ochrana základních práv a svobod v trestním řízení. Praha: Leges, 2020, s. 369-382. ISBN 978-80-7502-444-2.[10]
- ADAMEC, Martin. Ochrana proti nečinnosti správního orgánu. In: ADAMEC, Martin, ADAMUSOVÁ, Zuzana, BALOUNOVÁ, Jana a kol. Soudní řád správní: Kritická analýza. Praha: Auditorium, 2019, s. 63-83. ISBN 978-80-87284-79-7.[11]
- ADAMEC, Martin. Zásada dvojinstančnosti v řízení před správními orgány. In: RAJCHL, Jiří (ed.). Správní řád: 10 let v akci. Praha: Univerzita Karlova, Právnická fakulta, 2016, s. 176-184. ISBN 978-80-87975-57-2.
- ADAMEC, Martin. Stížnost ve věcech výkonu státní služby a ve věcech služebního poměru. In: PICHRT, Jan, KOPECKÝ, Martin, MORÁVEK, Jakub (eds.). Služební vztahy a výkon závislé práce. Praha: Wolters Kluwer ČR, 2016, s. 191-200. ISBN 978-80-7552-429-4.

### Příspěvky v recenzovaných periodikách
- ADAMUSOVÁ, Zuzana, ADAMEC, Martin. Rozestavěná, ale stále nedostavěná stavba. Právní rozhledy. Praha: C. H. Beck, 2021, roč. XXIX, č. 23-24, s. 842-845. ISSN 1210-6410.
- ADAMEC, Martin, HAJLICH, Oldřich. Vystoupení DJs žánrů techno a house jako umělecký výkon. Právní rozhledy. Praha: C. H. Beck, 2021, roč. XXIX, č. 11, s. 408-411. ISSN 1210-6410.
- ADAMEC, Martin, NOVOTNÁ, Kristýna. Stížnost vůči kolektivnímu správci dle § 101g AutZ v podmínkách a úpravě INTERGRAM. Právní rozhledy. Praha: C. H. Beck, 2020, roč. XXVIII, č. 22, s. 769-776. ISSN 1210-6410.
- ADAMEC, Martin. K pojmu moderátor: lingvistické a mediálně-historické aspekty. Naše řeč. Praha: Ústav pro jazyk český Akademie věd České republiky, 2019, roč. CII, č. 5, s. 306-319. ISSN 0027-8203.[12]
- ADAMEC, Martin. Opětovné spáchání trestného činu výtržnictví – otázka (ne)zbytnosti kvalifikované skutkové podstaty dle § 358 odst. 2 písm. a) TrZ. Trestněprávní revue. Praha: C. H. Beck, 2019, roč. XVIII, č. 9, s. 189-192. ISSN 1213-5313.
- ADAMEC, Martin. Stížnost podle zákona o zdravotních službách – vybrané aspekty. Revizní a posudkové lékařství. Praha: Česká lékařská společnost J. E. Purkyně, 2019, roč. XXII, č. 1-2, s. 31-38. ISSN 1214-3170.[13]
- ADAMEC, Martin. Prezident republiky v postavení správního orgánu a problematika nečinnosti. Právní rozhledy. Praha: C. H. Beck, 2019, roč. XXVII, č. 5, s. 159-166. ISSN 1210-6410.
- ADAMEC, Martin. Kázeňské trestání odsouzených: Spravedlnost se nemůže zastavit před branami věznice. Acta Iuridica Olomucensia. Olomouc: Univerzita Palackého v Olomouci, 2018, roč. XIII, č. 1, s. 54-68. ISSN 1801-0288.
- ADAMEC, Martin. Kázeňské trestání odsouzených ve světle Evropské úmluvy o zabránění mučení a nelidskému či ponižujícímu zacházení nebo trestání. Státní zastupitelství. Praha: Wolters Kluwer ČR, 2018, roč. XVI, č. 4, s. 27-31. ISSN 1214-3758.[14]

### Příspěvky v recenzovaných sbornících
- ADAMEC, Martin. Omezení práva na obhajobu České televize a Českého rozhlasu ve světle jejich kodexů. In: GŘIVNA, Tomáš, ŠIMÁNOVÁ, Hana (eds.). Deset let trestní odpovědnosti právnických osob v ČR. Pohledy zpět i vpřed. Plzeň: Aleš Čeněk, 2021, s. 321-343. ISBN 978-80-7380-885-3.
- ADAMEC, Martin. Přihlédnutí k poměrům pachatele jako jedna z podmínek pro stanovení druhu trestu a jeho výměry. In: GŘIVNA, Tomáš, ŠIMÁNOVÁ, Hana (eds.). Ukládání trestů a jejich výkon. Plzeň: Aleš Čeněk, 2020, s. 262-278. ISBN 978-80-7380-833-4.
- ADAMEC, Martin. Automaticky generované upozornění na nečinnost v návrhu nového stavebního zákona. In: SZAKÁCS, Andrea, HLINKA, Tibor (eds.). Inovácie v administratívnom konaní: Zrýchľovanie – elektronizácia – participácia: Zborník príspevkov z medzinárodnej vedeckej konferencie Bratislavské právnické fórum 2020. Bratislava: Univerzita Komenského v Bratislave, Právnická fakulta, 2020, s. 84-89. ISBN 978-80-7160-564-5.
- ADAMEC, Martin. Nečinnost v řízení dle stavebního zákona. In: STAŠA, Josef, RAJCHL, Jiří (eds.). Sondy do stavebního práva. Praha: Univerzita Karlova, Právnická fakulta, 2018, s. 138-149. ISBN 978-80-87975-85-5.
- ADAMEC, Martin. Veřejný ochránce práv v systému prostředků ochrany před nečinností správních orgánů. In: MASLEN, Michal, MASÁROVÁ, Ľubica (eds.). Legitímne očakávania, transparentnosť verejnej správy a zneužívanie práv v aplikačnej praxi v právnom štáte: Zborník z medzinárodnej vedeckej konferencie „Právny štát – medzi vedou a umením“, ako súčasti medzinárodného vedeckého kongresu Trnavské právnické dni, 20. − 21. septembra 2018. Bratislava: Wolters Kluwer SR, 2018, s. 6-26. ISBN 978-80-8168-984-0.
- ADAMEC, Martin. Nečinnost prezidenta republiky ve světle aktuální judikatury. In: ANDRAŠKO, Jozef, HAMUĽÁK, Juraj, SENKOVÁ Silvia (eds.). Ústavné princípy v rozhodovacej praxi správnych orgánov: Zborník príspevkov z medzinárodnej vedeckej konferencie Bratislavské právnické fórum 2018. Bratislava: Univerzita Komenského v Bratislave, Právnická fakulta, 2018, s. 8-22. ISBN 978-80-7160-480-8.